# Stadtwerke Oerlinghausen

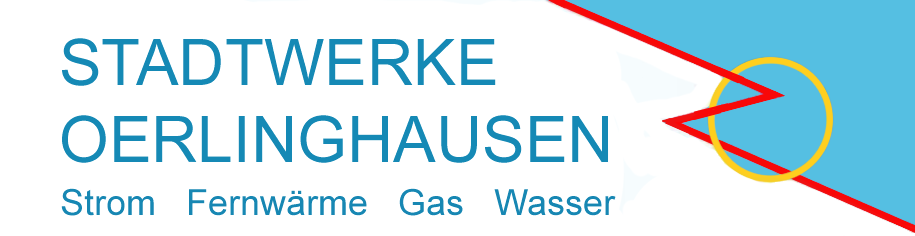
Historisches Logo der Stadtwerke Oerlinghausen

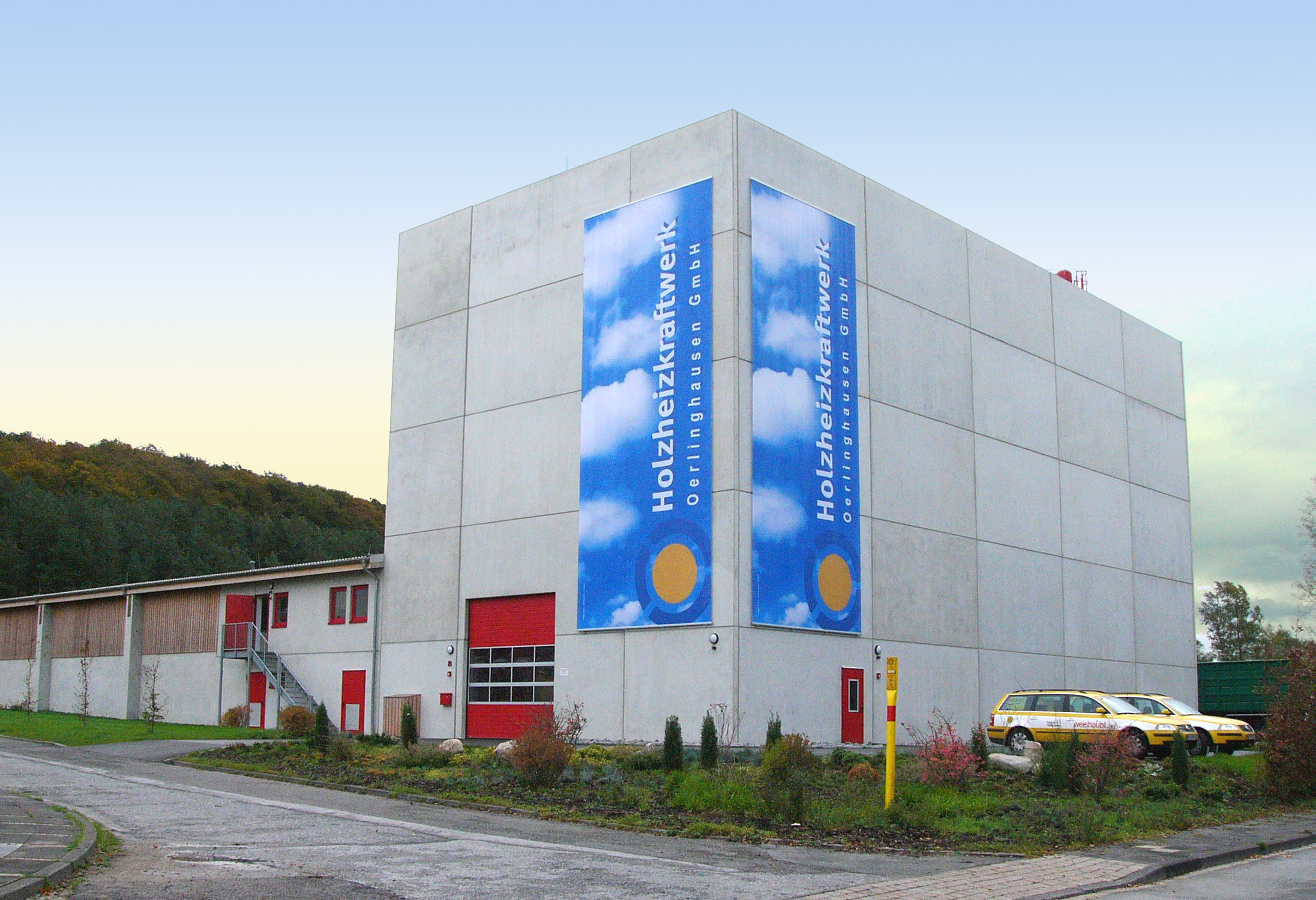
Das Holzheizkraftwerk in Oerlinghausen

Die Stadtwerke Oerlinghausen sind das kommunale Versorgungsunternehmen der lippischen Stadt Oerlinghausen und nach der Liberalisierung der Strommärkte ein Komplettanbieter für Energie, Wasser und den Personennahverkehr. Außerdem sind sie für den Betrieb der Schwimmbäder in der Stadt verantwortlich.

## Unternehmensgeschichte
Im Jahr 1900 gründeten 23 Oerlinghauser Bürger in Eigeninitiative ein Werk zur Stromerzeugung. Mit einem Startkapital von 66.000 Mark ließen sie auf dem Gelände der heutigen Stadtwerke einen Sauggasmotor installieren. In der Silvesternacht 1901 leuchteten zum ersten Mal 34 elektrische Straßenlaternen in Oerlinghausen. Es wird berichtet, dass die Dörfler besonders stolz auf ihr elektrisches Licht waren, weil viele Städte zu diesem Zeitpunkt noch keine Stromversorgung hatten.
Ein großes Problem für ein Dorf am Berg war die Versorgung mit Wasser. Mit der wachsenden Bevölkerungszahl im 19. Jahrhundert wurde diese Frage immer dringender. Die meisten Dorfbewohner holten ihr Wasser aus mehreren privaten Brunnen im Dorf oder aus der Schopke, einem Bach im Tal. Es wurden Holzröhrenleitungen, sogenannte Pipen, verlegt, die jedoch den Bedarf nicht befriedigen konnten. Besonders im heißen, trockenen Sommer 1911 war die Wassernot so groß, dass der Verbrauch pro Familie auf zwei Eimer täglich beschränkt werden musste. Der Gemeinderat unter Vorstand Liekefett beschloss den sofortigen Aufbau einer modernen Wasserversorgung. Schon im folgenden Jahr war das Leitungsnetz vollendet, obwohl man beim Verlegen der Rohre nahezu überall auf harten, steinigen Boden stieß. An der Schopke wurde eine Pumpstation errichtet, von der Wasser in einen Hochbehälter auf den Tönsberg mit einem Fassungsvolumen 125 Kubikmetern gepumpt wurde. Anfang der 1930er Jahre folgte ein zweiter Behälter mit dem doppelten Fassungsvermögen.
Im Gegensatz zum Elektrizitätswerk war das Wasserwerk von Beginn an im Besitz der Dorfgemeinschaft, während das E-Werk der privaten Oerlinghauser Elektrizitätsgesellschaft zunächst selbständig war. Bis 1939 hatte Oerlinghausen, inzwischen seit 1926 Stadt, alle Anteile des E-Werks aufgekauft und 1947 erfolgte dessen Umwandlung in einen Eigenbetrieb. Das war die Geburtsstunde der Stadtwerke Oerlinghausen mit 12 Mitarbeitern und den Bereichen Wasser- und Stromversorgung.
Mit dem Aufbau der Südstadt in den 1960er Jahren expandierten die Stadtwerke und seit 1963 war ein neu errichtetes Fernheizwerk in der Südstadt für die Wärmeversorgung verantwortlich. 1968 nahm die Wassergewinnungsanlage Oerlinghausen-Senne ihren Betrieb auf. Im Zuge der Gemeindereform von 1969 wurden Helpup und Währentrup eingemeindet und mussten von den Stadtwerken mit Strom und Wasser versorgt werden. Helpup bekam sein Wasser von den beiden Wassergewinnungsanlagen Am Kopphof und in Mackenbruch, während Lipperreihe weiterhin das Wasser von den Stadtwerken Bielefeld bezog. Die Stromabgabe erhöhte sich von 700.000 Kilowattstunden im Jahr 1946 auf rund 19 Millionen Kilowattstunden am Ende der 1960er Jahre. Seit 1977 firmieren die Stadtwerke als GmbH mit der Stadt Oerlinghausen als alleinigem Gesellschafter.
1989 wurde das Heizwerk in ein Heizkraftwerk umgewandelt und erzeugte mit einem Kraft-Wärme-Kopplungsaggregat rund 50 % der elektrischen und 90 % der Wärmeenergie. 1994 übernahmen die Stadtwerke die Versorgung mit Erdgas für einen Teil des Stadtgebiets und 1996 kam der Öffentliche Personennahverkehr hinzu. 2011 feierten die Stadtwerke Oerlinghausen ihr 100-jähriges Jubiläum. 2005 ging ein Holzheizkraftwerk in Betrieb, das innerhalb von fünf Jahren rund 50.000 Tonnen CO2 einsparen sollte. Es war die erste ORC-Anlage im gesamten Norddeutschland. 2012 wurde im Heizkraftwerk eine neue Gasturbine mit 5,3 Megawatt elektrischer Leistung installiert. Insgesamt sieben dezentrale Kraft-Wärme-Kopplungsanlagen sind inzwischen in den verschiedenen Ortsteilen in Betrieb. Die Stadtwerke lassen aktuell in einem Energiekonzept 2020 die Chancen für den Ausbau weiterer klimafreundlicher Energieerzeugung und -nutzung erkunden.

## Betriebsbereiche

### Energie
Seit dem Einsatz des Gasmotormoduls im Heizkraftwerk 1998 besitzen die Stadtwerke eine moderne und umweltschonende Anlage zur Energieerzeugung. Die Energieerzeugung bei der Kraft-Wärme-Kopplung mittels Erdgas ist aktuell das effektivste Verfahren zur Brennstoffverwertung. Eine zunehmend verbreitete Variante sind so genannte Blockheizkraftwerke (BHKW). Dabei handelt es sich um kleinere KWK-Anlagen auf der Basis von Verbrennungsmotoren oder Gasturbinen. Während bei diesen Anlagen die Wärmeversorgung auf ein bestimmtes Objekt oder auf die nähere Umgebung beschränkt ist, dienen die größeren Heizkraftwerke zur flächigen Fernwärme-Versorgung. Es bestanden 2013 insgesamt sieben dezentrale Blockheizwerke im Stadtgebiet von Oerlinghausen.
Die Stadtwerke sind in der Lage, im Winter rund 100 % der erforderlichen Elektrizität mit der Kraft-Wärme-Kopplung zu erzeugen. 2012 wurden insgesamt 23,9 Mio. kWh Strom und 58 Mio. kWh Wärme in den vorhandenen Anlagen erzeugt.

### Erdgas
Die Erdgas-Hochdruckleitung zwischen der Übergabestation und dem Druckregler am Heizkraftwerk einerseits und dem Hochdrucknetz der Westfälischen Ferngas AG andererseits wurde im Dezember 1989 fertiggestellt. Von diesem Zeitpunkt an konnte in Oerlinghausen Erdgas über die Stadtwerke Bielefeld bezogen werden. Im Dezember 1994 übernahmen die Stadtwerke Oerlinghausen die Versorgung mit Erdgas im Querverbund für große Teile des Stadtgebietes.

### Wasser
Das Wasser für die Oerlinghauser Bürger wird von insgesamt vier Wasserwerken in die Leitungen eingespeist, nämlich den Wasserwerken Schopke, Senne, Wistinghauser Senne und Helpup. Im Jahr 2012 verbrauchten 4.589 Hausanschlüsse rund 897.000 Kubikmeter Wasser, das über ein Leitungsnetz von 127 km Länge geliefert wurde. Seit 1994 hat das Abwasserwerk der Stadtwerke laut Beschluss des Stadtrats die Aufgabe der Abwasserbeseitigung übernommen. Das öffentliche Kanalnetz ist weit über 100 km lang. Auf dem Oerlinghauser Stadtgebiet befinden sich zwei kleinere Kläranlagen. Außerdem wird das Oerlinghauser Abwasser in Lage und Verl geklärt.

### Verkehr
1996 übernahmen die Stadtwerke zusätzlich den öffentlichen Personennahverkehr (ÖPNV), für den ein neues Konzept erarbeitet wurde. Am 24. Mai 1998 nahm der Stadtbus Oerlinghausen (Linie 738) seinen Betrieb auf. Darüber hinaus wurden zwei weitere Buslinien in der Linienführung modifiziert und sämtliche Buslinien mit der Bahn und der Bielefelder Stadtbahn vernetzt. Zwischen den Stadtwerken Oerlinghausen und den Stadtwerken Bielefeld (moBiel) besteht ein ÖPNV-Kooperationsvertrag. Der Stadtbus wurde im Juni 2011 durch eine neue Buslinie ersetzt, die nun weiter bis Sennestadt verkehrt und auch die bisherige Linie 38 ersetzt (Linie 39). Gleichzeitig erfolgte eine Netzerweiterung durch eine neue Buslinie von Bielefeld-Sieker über Segelflugplatz bis Stukenbrock.

### Bäder
Im Jahr 2006 übernahmen die Stadtwerke die Betriebsführung für das Oerlinghauser Freibad und das Hallenbad in Helpup.